# Hua Guofeng
Hua Guofeng (xinès simplificat: 华国锋)  (Jiaocheng County, 16 de febrer de 1921 - Pequín, 20 d'agost de 2008) fou un destacat polític i dirigent comunista de la Xina. Entre els seus càrrecs hi hagué el de Primer Ministre (1976 - 1980), el de President del partit comunista (1976 - 1981) i el de President de la Comissió Militar Central (1976-1981). Va succeir Mao Zedong del qual era un fervent partidari, però conseqüència de lluites internes de faccions rivals dins l'organització comunista va haver de deixar els seus càrrecs davant del nou home fort Deng Xiaoping. Havia decidit acabar, l'octubre de 1976, amb la Revolució Cultural.

## Dades biogràfiques
Su Zhu, més conegut com a Hua Guofeng, va néixer el 1921 a Jiaocheng en una família treballadora. De jove va participar en la lluita antijaponesa a la guerrilla de Jiaocheng.
Es va casar, el gener de 1949, amb Han Zhijun; el matrimoni va tenir quatre fills que van tenir com a cognom Su (蘇) que era el cognom de naixement de Hua. El primer fill, Su Hua és militar retirat de la Força Aèria, el segon Su Bin és un oficial també retirat i la seva filla gran Su Ling és oficial de l'Administració de l'Aviació Civil de la Xina. La seva filla petita treballa al Consell de l'Estat. Va morir als 87 anys.

## Els primers anys de militància
Va ingressar al partit comunista als 17 anys.
El 1940 va ser nomenat director de l'Associació Nacional de Salvació Antijaponesa a Jiaocheng i, finalment, aconseguí els seus objectius. El mateix any és nomenat secretari del partit a Xiangyin a la província de Hunan. El 1951 es trasllada a Xiangtan i és nomenat comissari polític de l'Exèrcit Popular. El 1952 és diputat per Xiangtan i dos més tard esdevé secretari del partit a Xiangtan, durant deu anys, la qual cosa li donarà una gran experiència política en la seva tasca futura.
El 1955, en una visita de Mao a Hunan Mao es reuneix amb els principals líder provincials i Hua Guofeng també va ser convocat; s'entrevistarà amb Mao que es va interessar pel seu informe sobre la seva lluita per millorar les condicions higièniques de les zones lacustres i li farà diverses preguntes..
El setembre de 1955, Hua assistirà per primer cop a la VI Sessió Plenària del VII Comitè Central del Partit Comunista de la Xina a Pequín.
El 1956 serà membre del comitè provincial del partit. El 1957 fou el màxim responsable del Front Unit del Comité provincial del partit. El 1958. mandatari segon de la província de Hunan. Després de la Conferència de Lushan (1959), Mao va nominar Hua com a representant del Comité Permanent Provincial de Hunan, donada la seva fama d'honest i treballador. Només tenia 38 anys i era el representant més jove.

## Al cim del poder
Ja membre del Comitè Central des del 1963, en els anys de la Revolució Cultural van haver canvis importants en la jerarquia comunista; serà membre del Politburó des del 1973. Mao Zedong va designar Hua Guofeng per a succeir-lo (anteriorment semblava que els candidats eren Liu Shaoqi i després Lin Biao). Com a ministre de la Seguretat Pública serà responsable de la policia.A la mort de Zhou Enlai (gener de 1976) és nomenat primer ministre xinès i, poc després, a la mort de Mao serà el president del partit comunista, càrrec que llavors molts analistes de la política xinesa consideraven com el de més poder. I també va ser President de la Comissió Militar Central, concentrant en les seves mans un enorme poder. Aviat els seus rivals en el partit van començar a atacar-lo: tant l'ala esquerrana, la que es coneixerà com la Banda dels Quatre com l'ala dretana, els reformistes. Hàbilment, Hua, elimina el grup encapçalat per Jiang Qing, tot respectant la figura de Mao. Van ser els reformistes els qui aconseguiran el poder sota el lideratge de Deng Xiaoping.

## La caiguda
Deng Xiaoping, supervivent de dues purgues, tenia un gran prestigi entre els seus companys polítics com entre els militars. Era conscient que existia un rebuig a la política erràtica dels darrers anys i que la major part de la població esperava viure millor i, per això, insistia a dedicar-se de ple al desenvolupament. El 1980, Deng, va promocionar a un dels seus homes, Hu Yaobang, com a Secretari General del Partit, mentre, a poc a poc, Hua Guofeng anava perdent pes polític encara que continuava essent president del Partit. Hua va dimitir com a Primer Ministre (ho va ser des del 4 de febrer de 1976 fins al 10 de setembre de 1980) i serà marginat en eliminar el càrrec de president del Partit (1981). Malgrat el seu ocàs fou membre del Comité Central del partit comunista fins al 1997.